# Neolaparus clausus
Neolaparus clausus är en tvåvingeart som först beskrevs av Friedrich Hermann Loew 1860.  Neolaparus clausus ingår i släktet Neolaparus och familjen rovflugor. Inga underarter finns listade i Catalogue of Life.